# جک آنگوس (بازیکن فوتبال، زاده ۱۹۰۹)
جک آنگوس (انگلیسی: Jack Angus; ۱۲ مارس ۱۹۰۹ – ۱۹۶۵ (۵۵−۵۶ سال)) بازیکن فوتبال اهل بریتانیا بود.
از باشگاه‌هایی که در آن بازی کرده‌است می‌توان به باشگاه فوتبال ولورهمپتون واندررز، باشگاه فوتبال اکستر سیتی، و باشگاه فوتبال اسکانتورپ یونایتد اشاره کرد.